# Chrám Panny Marie Matky Církve
Chrám Panny Marie Matky Církve se nachází na vrchu Živčáková v blízkosti slovenských obcí Korňa a Turzovka, na území obce Korňa. Jeho stavba započala v roce 2008, dokončen a slavnostně vysvěcen byl za účasti biskupů ze Slovenska, Čech a Ukrajiny a asi 15 000 poutníků 4. října 2015.

## Popis
Loď nového kostela pojme asi 3 tisíce lidí, dalších 150 věřících pak kaple sv. Josefa. Součástí stavby jsou obytné prostory pro kněze a noclehárny pro poutníky.
Zvonice slouží zároveň jako vyhlídková věž. Jsou v ní zavěšeny čtyři zvony, jejichž tvůrcem je akademický sochař Josef Tkadlec z Halenkova.

## Historie
Základní kámen kostela byl slavnostně posvěcen 19. října 2008, a stavba tak byla oficiálně zahájena. Dne 29. května 2011 byl posvěcen kříž, koruna Panny Marie a zvon nového chrámu.
Stavba kostela a pastoračního centra si vyžádala asi 3,1 milionu eur (zhruba 84 mil. korun). Podstatnou část sumy tvořily příspěvky věřících. Část financí pochází ze sponzorských darů, podílelo se i slovenské Ministerstvo financí (částkou 11 000 eur, asi 300 tis. korun). Část peněz pochází z dosud nesplaceného úvěru.